# Задача Нелсона — Эрдёша — Хадвигера
Задача Нелсона — Эрдёша — Хадвигера — задача комбинаторной геометрии, первоначально поставленная как задача о раскраске или хроматическом числе евклидова пространства.
По состоянию на 2025 год задача остаётся открытой.

## Постановка проблемы
Задача Нелсона — Эрдёша — Хадвигера ставит вопрос о минимальном числе цветов, в которые можно раскрасить n-мерное евклидово пространство так, чтобы не было одноцветных точек, отстоящих друг от друга на расстоянии 1.
Это число называется хроматическим числом n-мерного евклидова пространства.
Та же задача имеет смысл для произвольного метрического пространства.
В общем случае, пусть {\displaystyle (X,\rho )} — метрическое пространство и {\displaystyle a>0}. Каково минимальное число цветов {\displaystyle \chi ((X,\rho ),a)}, в которые можно раскрасить {\displaystyle (X,\rho )} так, чтобы между точками одного цвета не могло быть фиксированного расстояния {\displaystyle a}? Или каково хроматические число метрического пространства {\displaystyle (X,\rho )} по отношению к запрещенному расстоянию {\displaystyle a}?
По теореме де Брёйна — Эрдёша, достаточно решить задачу для всех конечных подмножеств точек.

## Некоторые результаты

### Малые размерности

Пример раскраски плоскости в 7 цветов (диаметр шестиугольников немного меньше 1) и веретено Мозера — граф единичных расстояний с хроматическим числом 4, который доказывает, что плоскость нельзя раскрасить в 3 цвета.

Очевидно, что хроматическое число одномерного пространства равно двум, однако уже для плоскости ответ неизвестен.
Нетрудно доказать, что для раскраски плоскости требуется не менее 4 и не более 7 цветов, но дальше продвинуться не удавалось до 2018 года.
При этом высказывались предположения, что ответ может зависеть от выбора аксиом теории множеств. В 2018 году Обри ди Грей показал, что 4 цветов недостаточно.
После доказательства Обри ди Грея, ответ к задаче Нелсона — Эрдёша — Хадвигера может быть только 5, 6 или 7.

### Асимптотика
Пусть {\displaystyle l_{p}} — гёльдерова метрика. Доказана верхняя оценка:
{\displaystyle \chi ((\mathbb {R} ^{n},l_{p}),a)\leqslant (3+o(1))^{n}},
и доказана нижняя оценка:
{\displaystyle \chi ((\mathbb {R} ^{n},l_{p}),a)\geqslant (1,207...+o(1))^{n}}
Для некоторых конкретных значений {\displaystyle p,a} оценки снизу несколько усилены. Таким образом, установлено, что хроматическое число n-мерного пространства растёт асимптотически экспоненциально, в то время как для проблемы Борсука оценки сверху и снизу имеют разную скорость роста.

## История
В начале 1940-х годов её поставили Хуго Хадвигер и Пал Эрдёш, независимо от них, приблизительно в то же время, ей также занимались Эдуард Нелсон и Джон Исбелл.
В 1961 году вышла известная работа Хадвигера, посвящённая нерешённым математическим задачам, после этого хроматические числа стали активно изучаться.
В 1976 году М. Бенда и М. Перлес предложили рассматривать её в максимально общем контексте метрических пространств.
В 2018 году Обри ди Грей получил граф единичных расстояний с 1581 вершиной, который невозможно покрасить в 4 цвета. Математическое сообщество улучшило результат ди Грея, по состоянию на 2021 год самый маленький известный граф, который невозможно покрасить в 4 цвета имеет 509 вершин.

## Вариации и обобщения
- Задача Нелсона — Эрдёша — Хадвигера связана также с другой классической задачей комбинаторной геометрии — гипотезой Борсука, опровергнутой в общем случае в 1993 году.